# Weidenmühle (Ansbach)
Weidenmühle ist eine Wüstung auf dem Gemeindegebiet der kreisfreien Stadt Ansbach (Mittelfranken, Bayern). Weidenmühle lag in der Gemarkung Eyb.

## Geografie
Die Einödmühle lag an der Fränkischen Rezat auf einer Höhe von 400 m ü. NHN. Im Westen grenzte der Hofgarten Ansbach an, im Nordosten die Eyber Straßäcker, im Osten der Eyber Grund und im Süden die Berg- oder Dürrewiesen. Heute befindet sich an ihrer Stelle das Haus Nr. 7 der Matthias-Oechsler-Straße.

## Geschichte
Die Mühle wurde 1157 erstmals urkundlich erwähnt, als Gebhard von Henneberg, Bischof vom Bistum Würzburg, dem Ansbacher Gumbertusstift die Mühle samt einer Villa übergab („molendium eidem ville contiguum“).
Gegen Ende des 18. Jahrhunderts bestand die Weidenmühle aus einem Anwesen. Das Hochgericht übte das brandenburg-ansbachische Hofkastenamt Ansbach aus. Das Anwesen hatte das Stiftsamt Ansbach als Grundherrn. Von 1797 bis 1808 unterstand der Ort dem Justiz- und Kammeramt Ansbach.
Im Rahmen des Gemeindeedikts wurde Weidenmühle dem 1808 gebildeten Steuerdistrikt Eyb und der 1811 gegründeten Ruralgemeinde Eyb zugeordnet.
1840 gab es in der Weidenmühle eine Branntweinbrennerei. Nach 1875 erfolgte die Umgemeindung nach Ansbach.
In der Folgezeit wurde die Weidenmühle als Gasthaus betrieben. 1949 wurde dieses noch bezeugt. Wann die Weidenmühle abgerissen wurde, ist unklar.

### Einwohnerentwicklung
| Jahr      | 001818 | 001836 | 001840 | 001861 | 001871 | 001885 |
| Einwohner | 2      | 7      |        | *      | 6      | 7      |
| Häuser    | 1      | 1      | 1      |        |        | 1      |
| Quelle    | [ 11 ] | [ 12 ] | [ 8 ]  | [ 13 ] | [ 14 ] | [ 15 ] |

## Religion
Die Einwohner evangelisch-lutherischer Konfession waren nach St. Johannis (Ansbach) gepfarrt.

## Weblink
- Weidenmühle in der Ortsdatenbank des bavarikon, abgerufen am 19. August 2021.